# Cornel Oțiel
Cornel Oțiel (n. 20 mai 1887, Teiuș, județul Alba – d. 1975, Turda, județul Cluj) a participat și votat Unirea, ca delegat ales cu credențional din partea Cercului electoral Zalău în Marea Adunare Națională de la Alba Iulia.

## Biografie
Cornel Oțiel s-a născut la Teiuș, din părinții Vasile și Maria Oțiel. A urmat gimnaziul și liceul la Blaj, obținându-și bacalaureatul la 20 iunie 1905. După aceasta a urmat Teologia tot la Blaj și a absolvit pe 20 iunie 1910. După terminarea studiilor, un an de zile a fost catehet în Budapesta. În 19 noiembrie 1911 a fost  hirotonit ca preot în parohia Buciumi, după căsătoria cu Silvia Pop, fiica protopopului tractului Almaș, Vasile L. Pop, paroh în Sângeorgiu de Meseș. Din căsătoria sa au rezultat douăî fete: Lucia-Viorica, născută la 18 septembrie 1912 și Sabina-Maria, născută la 11 aprilie 1942. Având și sprijin din partea socrului său, tânărul preot a reușit să urce repede pe scara ierarhică bisericească: la 17 aprilie 1913 la Răstolțul Mare, în cadrul ședinței Sinodului de primăvară a districtului protopopesc Almaș, a fost ales în funcția de președinte al oficiului de fisc protopopesc și defensor matrimonial, prin vot secret.
În cadrul „adunării generale a poporului românesc din comuna Buciumi”, din 24 noiembrie 1918, s-a constituit Consiliul național român și Garda națională din comuna Buciumi, iar Cornel Oțiel a fost ales președintele ad-hoc al adunării. Sunt aleși următorii reprezentanți, cu unanimitate: Cornel Oțiel, Dr. Valer Ostatea, Ioan Cucu, Dumitru Mărgineanu, Valer Vlaicu, Ioan Opriș, Pece Niculaie a lui Ștefan, Pece Simion a Catrinii, Olar Indrei, Niculaie Mocan, Iacob Mocan, Ioan Știrb, cantor, Niculaie Bejan a Mitruțului, Gligor Negrean a Vilii, Vasile Demble a lui Leonte, Simion Gușet a lui Niculaie, Isaie Ciupe a Veiului, Zaharie Rus a Irinuții, Leon Negrean, Ioan Negrean a lui Simion, Gavrilă Știrb a lui Gheorghe, Antonie Gușet, Ioan Pece a lui Vasile, Dumitru Chiorean, Petru Gușet, Atanasiu Horincar, Alexandru Bejan a Lupului, Ștefan Pece a lui Filip, Izidor Ciupe a lui Gligor, Gligor Horincar, Ilisie Porumb, Ioan Pece a Dochii, Vasile Negrean a Popii, Miron Negrean, Simion Știrb, Iacob Porumb. La cerința lui Cornel Oțiel este formată garda națională care îl are în frunte pe comandantul Ioan Opriș și este formată din 60-80 membri, tineri cu vârstele între 18 și 30 de ani.
La dat de 25 noiembrie 1918 sunt aleși cei cinci delegați: Traian Trufașiu preot greco-catolic în Zalău, Dr. Augustin Pintea avocat în Crasna, Eugen Boroș contabil la filiala băncii „Silvania” din Zalău, Remus Roșca, preot ortodox în Treznea și Cornel Oțiel preot greco-catolic în Buciumi.
A fost numit protopop al districtului Buciumi în 1930, iar în 1938 paroh-protopop în Abrud. La 1 septembrie 1940, cu ocazia cedării Ardealului a fost numit delegat al Eparhiei de Cluj-Gherla, și încredințat cu conducerea parohiilor rămase din această Eparhie în România.